# 琵琶牧々

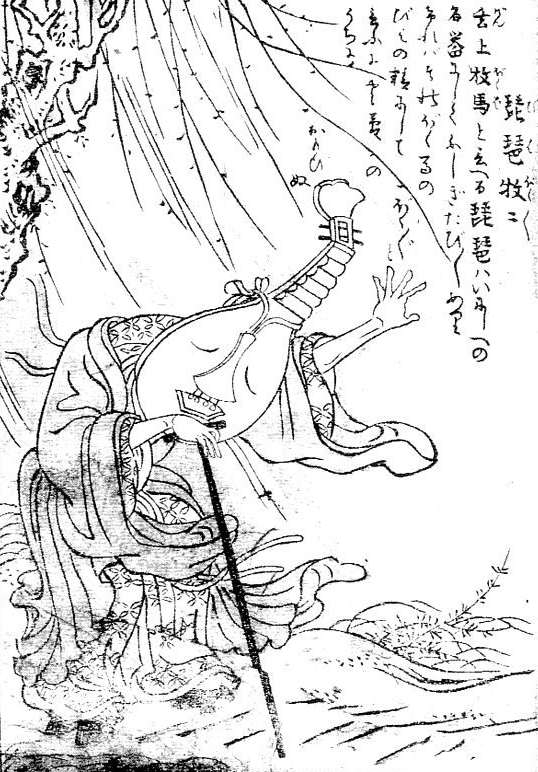
鳥山石燕『百器徒然袋』より「琵琶牧々」

琵琶牧々（びわぼくぼく）は、鳥山石燕による妖怪画集『百器徒然袋』にある日本の妖怪の一つで、琵琶の妖怪。

## 概要
琵琶が琵琶法師・座頭のすがたに変化した姿で描かれている。体は人間のようだが、頭部は琵琶であり、目を閉じ杖をついている。石燕による解説文には「玄上牧馬と言へる琵琶はいにしへの名器にしてふしぎたびたびありければ そのぼく馬（牧馬）のびは（琵琶）の転にして ぼくぼくといふにや」とあり、この妖怪の「牧々」という名称は琵琶の名器として知られる「牧馬」から名前がついているとしている。また『徒然草』には「玄上」と「牧馬」が登場する話（70段）があることから、石燕はそこからの発想でこれを描いたものであると考えられている。
室町時代の妖怪絵巻『百鬼夜行絵巻』に描かれている琴の妖怪を引っ張っている琵琶の妖怪がモデルになって描かれたと考えられており、琵琶牧々と同じ見開きには琴古主が掲載されている。
浮世絵師・月岡芳年は錦絵『百器夜行』（1865年）に石燕の琵琶牧々を参考にしたと見られる絵を描いている。

### 玄上・牧馬
鎌倉時代の有職故実書『禁秘抄』には、「玄上（げんじょう）」と「牧馬（ぼくば）」という琵琶の名器があり、特に玄上の方は、内裏が焼失したときにひとりでに外へ飛び出したり、その音色に魅せられた鬼がこれを盗み出して、朱雀門から紐で吊り下ろしたといった不思議なことがあった、という逸話が記されている。